# Vermosh
Vermosh, Vermoshi – wieś w północnej Albanii w Górach Północnalbańskich, położona ukręgu Malësi e Madhe w gminie Kelmend. Jest najbardziej na północ położoną wsią Albanii. Leży na zachód od drogi krajowej SH20 prowadzącej z Koplik do Gusinje. Położona jest na wysokości ponad 1055 m n.p.m.. Wieś rozciąga się na przestrzeni ponad 10 km w dolinie rzeki Lim, która w tym rejonie nosi nazwę Vermosh (alb. Lumi i Vermoshit). Z Vermosh pochodził albański przywódca z okresu walk o niepodległość Prek Cali, który walczył z Imperium Osmańskim, Królestwem Serbii i ostatecznie u schyłku życia z komunistycznym reżimem Hodży. W marcu 1945 roku po tygodniowej obronie w jaskini w okolicach miejscowości Vukël Prek Cali skapitulował. Został zamordowany w Niedzielę palmową 25 marca 1945 roku.